# Ich weiß, dass ich nichts weiß (Album)
Ich weiß, dass ich nichts weiß ist ein Studioalbum der deutsch-griechischen Sängerin Vicky Leandros. Es erschien am 9. Oktober 2015 bei Ariola.

## Hintergrund
Für mehrere Titel für das Studioalbum Ich weiß, dass ich nichts weiß zeichnete das Produzenten-Trio von Rosenstolz, Peter Plate, Ulf Leo Sommer und Daniel Faust verantwortlich. Ferner coverte sie für das Album Still der Band Jupiter Jones.

## Titelliste
| Nr.          | Titel                                  | Autor(en)                                                              | Produzent(en)                                              | Länge |
| ------------ | -------------------------------------- | ---------------------------------------------------------------------- | ---------------------------------------------------------- | ----- |
| 1.           | Das Leben und ich                      | Peter Plate, Ulf Leo Sommer, Carolina Bigge                            | Peter Plate, Ulf Leo Sommer, Daniel Faust                  | 4:19  |
| 2.           | Ich weiss, dass ich nichts weiss       | Vicky Leandros, Mathias Ramson, Andre Brix Buchmann                    | Michael Hagel, Mathias Ramson, Johannes Schmalenbach, Brix | 3:27  |
| 3.           | Mein Lied für Dich (Version 2015)      | Vicky Leandros, Andre Brix Buchmann                                    | Michael Hagel, Mathias Ramson, Johannes Schmalenbach, Brix | 3:59  |
| 4.           | Warum kann's nicht immer so sein?      | Vicky Leandros, Carolina Bigge, Mathias Ramson, Anett Ecklebe          | Michael Hagel, Mathias Ramson, Johannes Schmalenbach, Brix | 4:04  |
| 5.           | Mama, ich werde alt!                   | Vicky Leandros, Mathias Ramson, Andre Brix Buchmann                    | Michael Hagel                                              | 4:14  |
| 6.           | Du kannst auf mich zählen              | Maya Singh, Vicky Leandros, Andre Brix Buchmann                        | Michael Hagel, Mathias Ramson, Johannes Schmalenbach, Brix | 4:27  |
| 7.           | Ich will alles                         | Carolina Bigge, Mathias Ramson, Michael Ochs, Anett Ecklebe            | Michael Hagel, Mathias Ramson, Johannes Schmalenbach, Brix | 3:21  |
| 8.           | Ein Zuhause                            | Vicky Leandros, Per Nielson                                            | Michael Hagel, Mathias Ramson, Johannes Schmalenbach, Brix | 3:24  |
| 9.           | Der Vorhang fällt                      | Vicky Leandros, Per Nielson                                            | Michael Hagel, Mathias Ramson, Johannes Schmalenbach, Brix | 4:17  |
| 10.          | Frag den Wind                          | Maya Singh, Vicky Leandros, Mathias Ramson, Andre Brix Buchmann        | Michael Hagel, Mathias Ramson, Johannes Schmalenbach, Brix | 3:55  |
| 11.          | Der Sommer unsres Lebens               | Peter Plate, Ulf Leo Sommer, Anja Krabbe, Carolina Bigge, Daniel Faust | Peter Plate, Ulf Leo Sommer, Daniel Faust                  | 3:48  |
| 12.          | Still (Coverversion von Jupiter Jones) | Sascha Eigner, Nicholas Müller                                         | Michael Hagel                                              | 4:23  |
| Gesamtlänge: | Gesamtlänge:                           | Gesamtlänge:                                                           | Gesamtlänge:                                               | 51:28 |

## Charts und Chartplatzierungen
| ChartsChartplatzierungen | Höchstplatzierung | Wochen |
| ------------------------ | ----------------- | ------ |
| Deutschland (GfK)        | 66 (1 Wo.)        | 1      |